# Saqqawisti
I Saqqawisti (Lingua pashtu سقاویان , in Lingua dari سقاوی‌ها), furono un gruppo armato del regno dell'Afghanistan, attivo dal 1924 al 1931. Guidati da Habibullāh Kalakāni, nel gennaio del 1929 riuscirono a prendere il controllo della capitale Kabul e dell'intero Afghanistan, stabilendo l'emirato dell'Afghanistan. A seguito della fine della guerra civile afghana (1928-1929), vennero scacciati dalla capitale nell'ottobre del 1929. Le attività ribelli dei saqqawisti continuarono sino al 1931.

## Nome
Il nome del gruppo deriva dal soprannome dato popolarmente a Kalakani, Bacha-e Saqaw (letteralmente figlio del portatore d'acqua, dal mestiere del padre).
Il periodo nel quale Kalakani governò Kabul, dal 17 gennaio al 13 ottobre 1929, è noto anche col nome di "periodo saqqawista".

## Storia

Mappa animata della guerra civile afghana del 1928-1929. Rosso = Saqqawisti, Blu = Anti-Saqqawisti.

Habibullāh Kalakāni iniziò la sua lotta contro il governo dal 1924, dopo aver disertato l'esercito nazionale che in quel momento era impegnato nella repressione della rivolta di Khost. Kalakani iniziò una vita da bandito,  dedicandosi occasionalmente alla viticultura ed alla vendita di legna da ardere, ma derubando carovane e villaggi vicini. Si unirono a lui Sayyid Husayn e Malik Muhsin con i loro seguaci, formando un gruppo di 24 elementi. Per tre anni vissero nelle caverne delle montagne attorno alla capitale, avventurandosi durante il giorno a derubare e nascondendosi subito dopo, per sfuggire alla reazione governativa. Qualche tempo dopo, Kalakani andò a Peshawar dove iniziò a vendere del tè e a commettere piccole ruberie.
Nel novembre del 1928, mentre era scoppiata la rivolta dei Shinwari a Jalalabad, il gruppo di Kalakani, conosciuto come saqqawista, assediò Jabal al-Siraj, dando inizio de facto alla guerra civile afghana. Il 17 gennaio i saqqawisti presero il controllo di Kabul, iniziando quello che storicamente è noto come "periodo saqqawista". Nell'ottobre del 1929, una serie di intensi scontri costrinse Kalakani e il suo gruppo a ritirarsi verso Kabul, e poi nell'Arg. Il 13 ottobre 1929, l'Arg venne catturato dalle forze leali a Mohammed Nādir Khān, ponendo così fine al periodo saqqawista. Durante il regno di Nadir, i saqqawisti tentarono una nuova rivolta, la rivolta del Kuhistan del luglio del 1930, che venne schiacciata nel giro di una settimana. Un ultimo tentativo dei saqqawisti fu nel 1931, quando Herat cadde nelle mani del governo afghano.

## Componenti
I saqqawisti ebbero supporto anche dai tagichi dell'Afghanistan. L'attacco dei saqqawisti a Kabul nel gennaio del 1929 venne sostenuto da diversi estremisti religiosi che intendevano rovesciare il governo di Amanullah Khan per cancellarne le riforme. Ma Habibullāh Kalakāni "non aveva il calibro per servire come capo di stato", e per quello perse il supporto dei conservatori una volta giunto al potere. Il 14 aprile 1929, Fayz Muhammad stimava che i saqqawiti fossero circa 20.000 in tutto il paese.

## Ideologia
Kalakani si era autoproclamato "difensore dell'Islam", denunciando i suoi oppositori come kuffar (infedeli). I saqqawisti seguivano i dettami dell'islamismo conservatore.

## Relazioni internazionali
Pur avendo preso il controllo di Kabul, il governo saqqawista dell'Afghanistan non fu in grado di intessere relazioni diplomatiche né di ottenere riconoscimenti diplomatici. I saqqawisti si allearono coi Basmachi, permettendo loro di operare nell'Afghanistan settentrionale, e revocando così il "patto di neutralità e di non aggressione" che l'Afghanistan aveva siglato con l'Unione Sovietica dopo la fine della guerra di Urtatagai, che obbligava l'Afghanistan a contenere i Basmachi al confine.

## Abusi dei diritti umani
Durante la guerra civile afghana, si verificarono diversi stupri e razzie ad opera delle truppe saqqawiste. Uno di questi incidenti si verificò il 28 giugno 1929, quando i saqqawisti attaccarno gli azeri presso il loro insediamento di Qalah-i Karim, razziando tutto ciò che era possibile. Un nuovo incidente si ebbe il 23 luglio di quello stesso anno e venne descritto così dallo storico afghano contemporaneo Fayz Muhammad:
(Fayz Muhammad)